# 陣場駅
陣場駅（じんばえき）は、秋田県大館市大字長走（ながばしり）字相染台（そうぜんだい）にある、東日本旅客鉄道（JR東日本）奥羽本線の駅である。

## 歴史
1899年（明治32年）に隣の白沢駅と共に秋田県で最初に開業した駅である。複線化前は矢立峠を上るため、蒸気機関車の補機を連結する基地となっており、多い時で25人以上の駅員がいた。1970年（昭和45年）の奥羽本線陣場駅 - 津軽湯の沢駅間の複線化に際して、現在地に移設された。
旧駅のホーム跡は現存している。また、旧線の一部に架線敷設練習施設が設けられており、その部分だけはレールと架線が敷設されている。

### 年表
- 1899年（明治32年）6月21日：官設鉄道の一般駅として開設[2]。
- 1909年（明治42年）
  - 3月21日：電報の取り扱いを開始[4]。
  - 10月12日：線路名称制定、奥羽本線の駅となる。
- 1963年（昭和38年）3月31日：電報の取り扱いを廃止[5]。
- 1970年（昭和45年）
  - 10月1日：貨物の取り扱いを廃止[2]。
  - 11月5日：複線化に伴い、現在位置に移設。
- 1971年（昭和46年）10月1日：荷物の扱いを廃止[6]。駅無人化[2][新聞 1][新聞 2]。ただし、翌年3月31日までは（日・祝日を除く）6時から15時半まで旅客扱い要員を1名配置する[新聞 3]。
- 1987年（昭和62年）4月1日：国鉄分割民営化に伴い、JR東日本の駅となる[2]。
- 2018年（平成30年）12月1日：大館駅業務委託化に伴い、東能代駅に管理駅が変更となる。
- 2024年（令和6年）10月1日：えきねっとQチケのサービスを開始[1][報道 1]。

## 駅構造
単式ホーム1面1線・島式ホーム1面2線、計2面3線を有する地上駅である。ただし、中線は現行ダイヤでの定期旅客扱いがなく、「2番線」の表記はない。互いのホームは跨線橋で連絡している。
東能代駅管理の無人駅である。

### のりば
| 番線 | 路線      | 方向 | 行先     |
| ---- | --------- | ---- | -------- |
| 1    | ■奥羽本線 | 下り | 青森方面 |
| 3    | ■奥羽本線 | 上り | 秋田方面 |

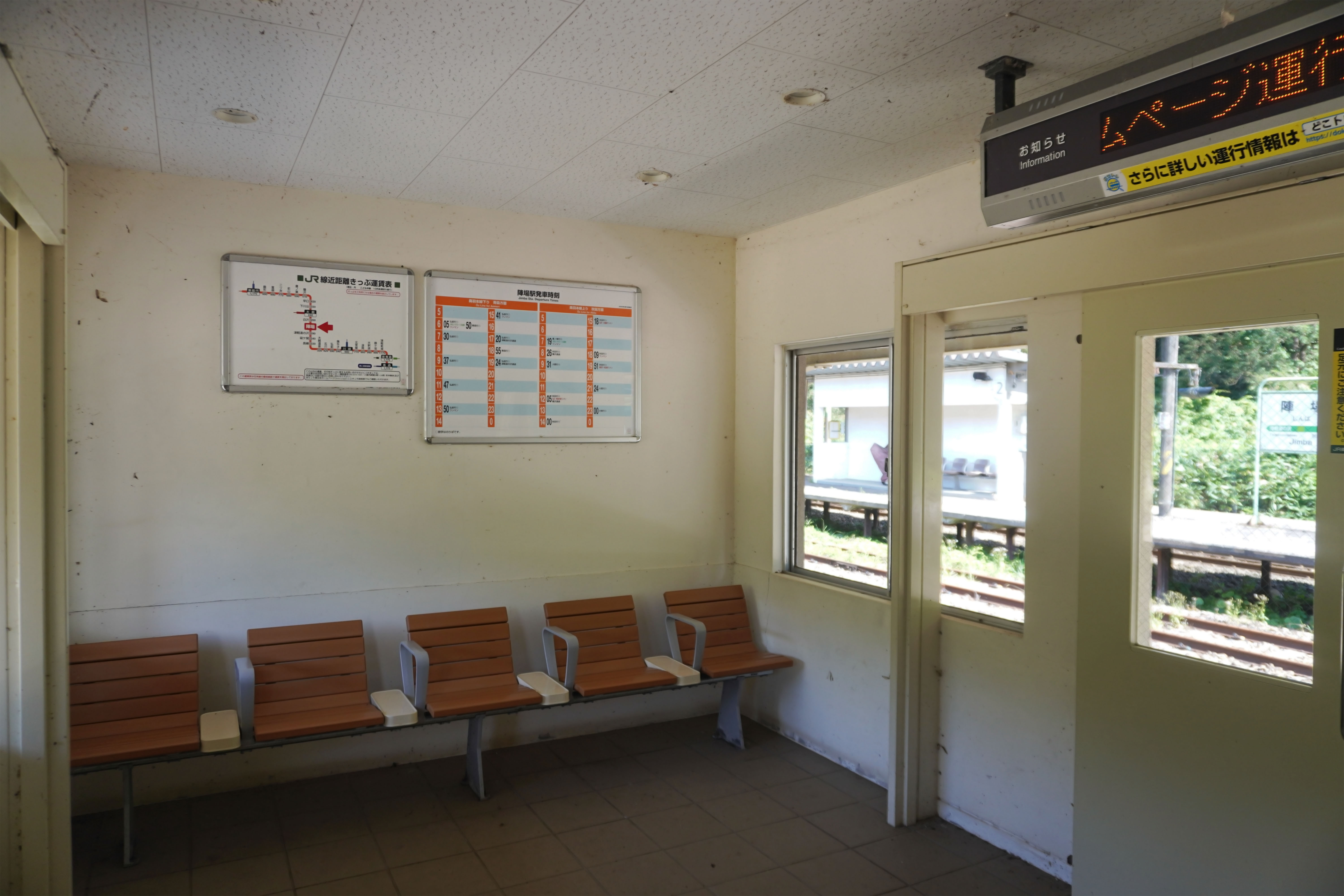
駅舎内（2024年9月）
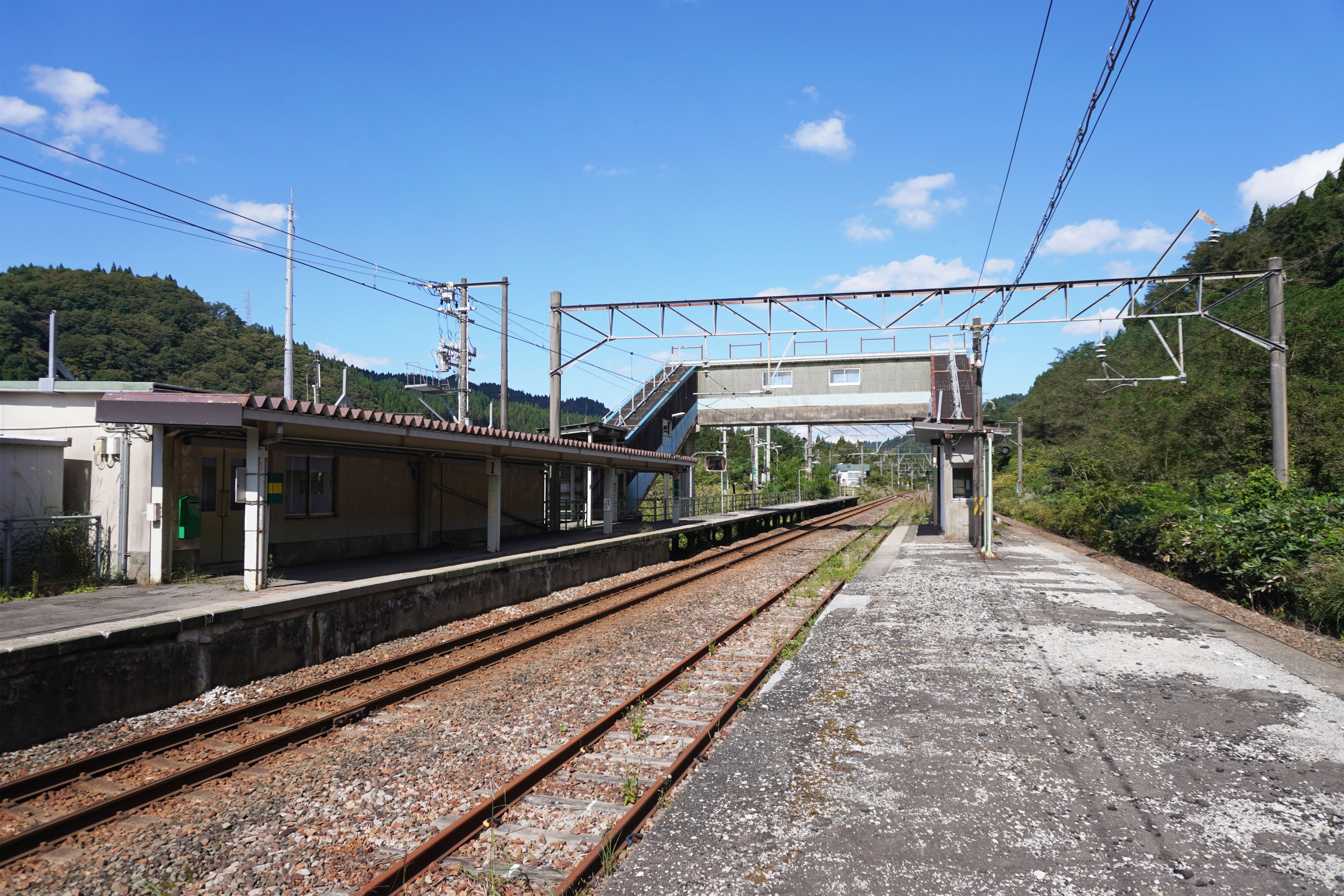
ホーム（2024年9月）

## 駅周辺
周辺には日景温泉や矢立温泉など、古くからの温泉がある。現駅舎になる前は、日景温泉までの路線バスがあったが後に廃止され、日景温泉送迎バスが運行されている。
- 国道7号

### バス路線
「陣場駅入口」停留所にて、秋北バスの路線バスが発着する。
- 陣場線
  - 矢立ハイツ - 1日3往復のみ運行[注 1][8]。
  - 鳳鳴高校前

## その他
1960年代（昭和35年代）ごろまでは、花輪線から当駅発着列車が朝夕2往復、1982年（昭和57年）ごろまでは、朝1往復のみ当駅発着列車がそれぞれあった。そのうち後者については、下り列車は、陸中花輪駅（現・鹿角花輪駅）始発であった。

## 隣の駅
東日本旅客鉄道（JR東日本）
■奥羽本線
□快速
通過
■普通
白沢駅 - 陣場駅 - *津軽湯の沢駅 - 碇ケ関駅
* 全列車が冬期間（一部列車は通年）津軽湯の沢駅を通過する。